# 屈珩
屈珩，CBE（1937年3月1日—），英國殖民地官員，曾任英屬香港公務員事務司（前稱銓敘司）、常務司等職。

## 簡歷

### 早年經歷
屈珩於1937年在英国桑德兰出生，他在1956年至1958年間曾在駐紮於塞浦路斯的英軍軍團中服務。1961年，他在牛津大學皇后學院修畢現代語言學（1958年起），並於同年到香港大學現代語言及文化學院學習粵語。除此之外，他本身亦精通法語和德語。隨後，他加入香港政府服務，初時在市政總署服務，並曾任元朗副理民官。在任期間，他曾多次到新界西的鄉郊地區視察，並處理當地居民關於開闢道路、疏浚水源等要求。1965年4月，屈珩離任元朗副理民官一職，並於返英度假半年後平調至大埔理民府，同任副理民官一職。1967年3月，屈珩升任南約理民府官，接替離職的潘禮。在任期間，他著重於加強南約十區的鄉紳與政府之間的聯繫，並獲得他們的信任與支持。在六七暴動爆發期間，他設立了鄉事會加強官民合作，南約的大部分地區在此會調和之下未有亂事發生。此外，他亦頻頻往不同鄉郊地區視察，以了解地區人士的需求，並加強發展南約的社會設施。例如他曾於1967年10月訪問西貢，並深入位處高達千呎的村落訪問，令該村居民為之感動。1969年6月，屈珩離任南約理民府官一職，在任新界六年間，其積極發展、為居民解決生活困難的政績廣獲十區的鄉紳為之贊同和答謝。

### 政府工作
1970年，他離開新界的地區行政工作，轉至輔政司署工作。加入司署後，他首任首席助理財政司，並於1974年11月榮升新界副政務司一職（同年通過女王陛下政府外交事務中文/國語語言考試），至1978年離職。他在1978年成為港府設立的秘密組織壓力團體常務委員會的首任主席，此組織乃用作監察當時不斷成立的壓力團體對政府的指責，並特別針對以非制度化方式爭取基層利益的團體。除此以外，他在1979年10月起擔任康樂文化專員一職，負責推動香港的體育和休閒活動的發展。至1981年10月，港府成立康樂文化署，由他出任首任署長。1983年7月，他獲港府晉升為甲級政務官。同年9月，他出任港九政務署署長一職，任內歷經政府推行地方行政，使官民溝通更為多樣。

### 高層官員生涯
1986年5月，屈珩離任港九政務署署長，並暫赴北京擔任英國駐北京大使館參贊一職。同年11月，他接替約滿離職的衛理欽，擔任常務司（現為政制及內地事務局局長）一職，負責協調政府各部門之間的工作，以及處理當時極為重要的香港與中國事務，他亦因此而成為決策科的主要官員之一。在任期間，他同時為中英聯合聯絡小組的一員，負責與中方磋商香港主權交接有關的事宜。在1989年6月六四事件發生後，香港市民對中國政府產生恐懼，而負責主權移交事務的屈珩，曾於同年8月發表題為《收拾殘局》的講話，呼籲公眾積極為起草《基本法》表達他們的意見，以確保最終內容能掌握在港人自己的手中。他更向中國政府要求延遲於1990年發布《基本法》之計劃，並呼籲中方不要在主權移交後在香港駐紮解放軍。然則，此舉引起中方的反彈，新華社在三日後評論其講話為「公然干涉基本法起草工作」，並指他們公然對基本法起草工作橫加指責，違背中英聯合聲明的規定，將事件提高至英國違背《中英聯合聲明》的層級。1989年11月，屈珩獲港督衛奕信爵士委任為行政局成員。
1990年4月，他調職為銓敘司，負責管理公務員。他在上任前，曾遇到公務員要求加薪15%的連番抗議行動，因而積極加強政府部門溝通，並促進政府與公務員雙方的瞭解以避免事件重演。當時，香港民主同盟主席李柱銘曾批評英國政府出賣香港，除了將香港拱手相讓予中國之外，還拒絕給予港人民主。他因而為英方辯護，並指出在香港發展民主可能導致反效果，並且中國政府並不會容許香港擁有民主制度。1991年，他獲頒大英帝國司令勳章（CBE）。
1993年4月，他獲港府委任為香港駐美總經貿專員。屈珩當時為香港政府中最資深的政務官，但基於港督彭定康當時推行高官本地化政策的關係，原有望擔任最高級公務員職位布政司的屈珩最終被陳方安生取代。他因而感到不滿，並獲政府度身訂造此職位作安撫。在屈珩的堅持下，工商科因而向立法局財務委員會申請撥款二百五十萬美元購置駐美專員官邸。而其後他親自到美國選購官邸，該豪華大宅面積約七萬平方呎，除有廣闊的花園及草地外，泳池及網球場等設施一應俱全。此舉引起立法局議員的嘩然，並引起民主派議員對政府的批評。其後，其公務員事務司一職由陳方安生接任，成為首位女性及華人接任此職，而她在短短半年後便離開公務員事務科，接替霍德任布政司。